# Halemejser
Halemejser (Aegithalidae) er en familie af spurvefugle, der omfatter 13 arter fordelt på fire slægter. 
Halemejserne betegnes af nogle forskere som temmelig nært beslægtede med bl.a. familien løvsangere (Phylloscopidae) og de afrikanske arter vævermejse (Pholidornis rushiae) og hylia (Hylia prasina).

## Slægter
- Aegithalos (9 arter, fx halemejse)
- Leptopoecile (2 arter, fx mejsesanger)
- Psaltria (1 art, dværgmejse)
- Psaltriparus (1 art, kratmejse)

## Billeder
| |
| Kratmejse (Psaltriparus minimus) fra Nord- og Mellemamerika er som den eneste af halemejserne udbredt udenfor Eurasien. |

|                                                                                          |
| Rødkappet halemejse (Aegithalos concinnus), der er udbredt i dele af Syd- og Sydøstasien |